# Junia Segunda
Junia (Roma, 74 a. C.-después del 30 a. C.), llamada Junia Segunda (en latín, Iunia Secunda) por los historiadores modernos para distinguirla de sus hermanas, Junia Prima y Junia Tercia, fue una mujer romana que vivió en el siglo I a. C. Estaba casada con el triunviro Marco Emilio Lépido.

## Biografía
Junia era hija de Décimo Junio Silano, cónsul del 62 a. C., y de Servilia Cepión, medio hermana de Marco Junio Bruto, a través de su madre y hermana de Junia Prima, casada con el cónsul del 48 a. C., Publio Servilio Vatia Isáurico y de Junia Tercia, esposa de Cayo Casio Longino.
Junia, a mediados de la década de los años 50 a. C., se casó con Marco Emilio Lépido, futuro miembro del Segundo Triunvirato, junto con Marco Antonio y Octaviano y pontifex maximus. A diferencia de sus compañeros triunviros, Lépido permaneció casado con la misma mujer durante toda su vida y parece haber sido devoto de Junia.
En sus discursos, Cicerón elogió a Junia como la esposa ideal. Sin embargo, en una carta privada dirigida a Ático, Cicerón afirma que Junia le fue infiel, alegando que su busto se encontraba entre las pertenencias del libertino Publio Vedio (posiblemente Publio Vedio Polión), y expresa su sorpresa de que su esposo y hermano no se dieron cuenta de su conducta licenciosa. Sin embargo, se ha argumentado también que fue Junia Prima, en lugar de Junia Segunda, quien tuvo la aventura con Vedio. 

## Conspiración contra Octaviano
Después de que su marido fuera forzado a dejar el poder por Octaviano, Junia perdió gran parte de su estatus. Después de la batalla de Accio, se convirtió en parte de un complot dirigido por su hijo Marco, para matar a Octaviano. Sin embargo, la conspiración fue descubierta y frustrada por Cayo Mecenas. Su hijo fue ejecutado el mismo año 30 a. C. después de ser enviado a Octavio, quien todavía estaba en el este en ese momento. Junia fue convocada para que lo siguiera y compareciera ante Octavio. Su esposo tuvo que suplicarle a su antiguo enemigo Lucio Senio Balbino para que le concediera la libertad bajo fianza para que pudiera permanecer con él hasta que Octaviano regresara. Junia fue indultada, quizás por respeto al extriunviro Marco Emilio Lépido.